# Julodis caillaudi
Julodis caillaudi es una especie de escarabajo del género Julodis, familia Buprestidae. Fue descrita científicamente por Latreille en 1823.